# Leptotogea cancanensis
Leptotogea cancanensis là một loài tò vò trong họ Ichneumonidae.